# Poor Touring Me
Poor Touring Me – trasa koncertowa zespołu Metallica, która odbyła się na przełomie 1996 i 1997 roku i promowała album Load. W 1996 roku obejmowała 49 koncertów w Europie i 34 w Ameryce Północnej. W 1997 roku zespół dał 74 koncerty w Ameryce Północnej.

## Program koncertów
1. „So What”
2. „Creeping Death”
3. „Sad But True”
4. „Ain’t My Bitch”
5. „Hero of the Day”
6. „King Nothing”
7. „One”
8. „Whiplash”
9. Bass/Guitar Doodle
10. „Nothing Else Matters”
11. „Until It Sleeps”
12. „For Whom the Bells Tolls”
13. „Wherever I May Roam”
14. „Fade To Black”
15. Kill/Ride Medley
16. „Last Caress”
17. „Master of Puppets”
18. „Enter Sandman”
19. „Am I Evil”
20. „Motorbreath"

## Lista koncertów
1996
Ameryka Północna – część 1
1. 4 czerwca 1996 – San Jose, Kalifornia, Stany Zjednoczone – Tower Records Parking Lot
2. 4 czerwca 1996 – Sacramento, Kalifornia, Stany Zjednoczone – Tower Records Parking Lot
3. 9 czerwca 1996 – San Francisco, Kalifornia, Stany Zjednoczone – Slim's
4. 10 czerwca 1996 – San Francisco, Kalifornia, Stany Zjednoczone - Slim's
5. 23 czerwca 1996 – Toronto, Ontario, Kanada – The Phoenix
6. 24 czerwca 1996 – Aberdeen, Waszyngton, Stany Zjednoczone – Louie's Bar
7. 27 czerwca 1996 – Kansas City, Missouri, Stany Zjednoczone – Longview Lake
8. 28 czerwca 1996 – Des Moines, Iowa, Stany Zjednoczone – Iowa State Fairgrounds
9. 30 czerwca 1996 – Rockford, Illinois, Stany Zjednoczone – Winnebago County Fair
10. 2 lipca 1996 – Indianapolis, Indiana, Stany Zjednoczone – Deer Creek Soccer Field
11. 3 lipca 1996 – Columbus, Ohio, Stany Zjednoczone – Buckeye Lake Music Center
12. 5 lipca 1996 – Barrie, Ontario, Kanada – Molson Park
13. 7 lipca 1996 – Quebec, Quebec, Kanada – The Hippodrome
14. 9 lipca 1996 – Pownal, Vermont, Stany Zjednoczone – Green Mountain Fair
15. 11 lipca 1996 – Nowy Jork, Stany Zjednoczone – Randall's Island
16. 12 lipca 1996 – Nowy Jork, Nowy Jork, Stany Zjednoczone - Randall's Island
17. 13 lipca 1996 – Syracuse, Nowy Jork, Stany Zjednoczone – NY Fairgrounds
18. 16 lipca 1996 – Charles Town, Wirginia Zachodnia, Stany Zjednoczone – Charlestown Raceway
19. 18 lipca 1996 – West Palm Beach, Floryda, Stany Zjednoczone – West Palm Beach Fair
20. 20 lipca 1996 – Rockingham, Karolina Północna, Stany Zjednoczone – Rockingham Dragway
21. 21 lipca 1996 – Knoxville, Tennessee, Stany Zjednoczone – Forks in the River
22. 23 lipca 1996 – Nowy Orlean, Luizjana, Stany Zjednoczone – U.N.D. Soccer Field
23. 25 lipca 1996 – Ferris, Teksas, Stany Zjednoczone – Old Fort Dallas
24. 27 lipca 1996 – Chandler, Arizona, Stany Zjednoczone – Compton Terrace
25. 30 lipca 1996 – George, Waszyngton, Stany Zjednoczone – The Gorge
26. 2 sierpnia 1996 – San Jose, Kalifornia, Stany Zjednoczone – Spartan Stadium
27. 3 sierpnia 1996 – Irvine, Kalifornia, Stany Zjednoczone – Irvine Meadows
28. 4 sierpnia 1996 – Irvine, Kalifornia, Stany Zjednoczone - Irvine Meadows

Europa
1. 6 września 1996 – Wiedeń, Austria – Stadthalle
2. 8 września 1996 – Katowice, Polska – Spodek
3. 9 września 1996 – Praga, Czechy – Sportovní hala
4. 11 września 1996 – Berlin, Niemcy – Deutschlandhalle
5. 12 września 1996 – Kilonia, Niemcy – Ostseehalle
6. 14 września 1996 – Gandawa, Belgia – Flanders Expo
7. 15 września 1996 – Paryż, Francja – Palais Omnisports de Paris-Bercy
8. 16 września 1996 – Paryż, Francja - Palais Omnisports de Paris-Bercy
9. 18 września 1996 – San Sebastián, Hiszpania – Vélodrome
10. 20 września 1996 – Lizbona, Portugalia – Estádio do Restelo
11. 22 września 1996 – Madryt, Hiszpania – Estadio La Peineta
12. 23 września 1996 – Barcelona, Hiszpania – Palau Sant Jordi
13. 26 września 1996 – Rzym, Włochy – PalaEUR
14. 28 września 1996 – Mediolan, Włochy – Forum Di Assago
15. 29 września 1996 – Turyn, Włochy – Palastampa
16. 30 września 1996 – Mediolan, Włochy – Palatrussardi
17. 2 października 1996 – Marsylia, Francja – Le Dôme
18. 3 października 1996 – Lyon, Francja – Halle Tony Garnier
19. 5 października 1996 – Birmingham, Wielka Brytania – NEC Arena
20. 6 października 1996 – Birmingham, Wielka Brytania - NEC Arena
21. 7 października 1996 – Newcastle, Wielka Brytania – Newcastle Arena
22. 9 października 1996 – Dublin, Irlandia – Point Theatre
23. 10 października 1996 – Glasgow, Wielka Brytania – Barrowland Ballroom
24. 12 października 1996 – Londyn, Wielka Brytania – Earl’s Court
25. 14 października 1996 – Cardiff, Wielka Brytania – Cardiff International Arena
26. 15 października 1996 – Manchester, Wielka Brytania – NYNEX Arena
27. 16 października 1996 – Sheffield, Wielka Brytania – Sheffield Arena
28. 18 października 1996 – Hamburg, Niemcy – Alsterdorfer Sporthalle
29. 21 października 1996 – Dortmund, Niemcy – Westfalenhalle
30. 22 października 1996 – Berlin, Niemcy – Deutschlandhalle
31. 23 października 1996 – Lipsk, Niemcy – Messehalle
32. 25 października 1996 – Mannheim, Niemcy – Maimarkthalle
33. 26 października 1996 – Monachium, Niemcy – Olympiahalle
34. 4 listopada 1996 – Frankfurt nad Menem, Niemcy – Festhalle
35. 5 listopada 1996 – Oldenburg, Niemcy – Weser-Ems-Halle
36. 7 listopada 1996 – Zurych, Szwajcaria – Hallenstadion
37. 8 listopada 1996 – Stuttgart, Niemcy – Hanns-Martin-Schleyer-Halle
38. 9 listopada 1996 – Norymberga, Niemcy – Frankenhalle
39. 11 listopada 1996 – Bielefeld, Niemcy – Seidenstickerhalle
40. 12 listopada 1996 – Utrecht, Holandia – Prins Van Oranjehal
41. 15 listopada 1996 – Sztokholm, Szwecja – Globen
42. 16 listopada 1996 – Sztokholm, Szwecja - Globen
43. 18 listopada 1996 – Helsinki, Finlandia – Jäähalli
44. 19 listopada 1996 – Helsinki, Finlandia - Jäähalli
45. 21 listopada 1996 – Göteborg, Szwecja – Scandinavium
46. 23 listopada 1996 – Oslo, Norwegia – Spektrum
47. 24 listopada 1996 – Oslo, Norwegia - Spektrum
48. 26 listopada 1996 – Kopenhaga, Dania – Forum
49. 27 listopada 1996 – Kopenhaga, Dania - Forum

Ameryka Północna – część 2
1. 19 grudnia 1996 – Fresno, Kalifornia, Stany Zjednoczone – Selland Arena
2. 20 grudnia 1996 – Inglewood, Kalifornia, Stany Zjednoczone – Great Western Forum
3. 21 grudnia 1996 – Inglewood, Kalifornia, Stany Zjednoczone - Great Western Forum
4. 29 grudnia 1996 – Sacramento, Kalifornia, Stany Zjednoczone – ARCO Arena
5. 30 grudnia 1996 – Daly City, Kalifornia, Stany Zjednoczone – Cow Palace
6. 31 grudnia 1996 – San Jose, Kalifornia, Stany Zjednoczone – San José Arena

1997
Ameryka Północna
1. 2 stycznia 1997 – Salt Lake City, Utah, Stany Zjednoczone – Delta Center
2. 4 stycznia 1997 – Phoenix, Arizona, Stany Zjednoczone – America West Arena
3. 5 stycznia 1997 – Phoenix, Arizona, Stany Zjednoczone - America West Arena
4. 6 stycznia 1997 – Las Cruces, Nowy Meksyk, Stany Zjednoczone – Pan American Center
5. 8 stycznia 1997 – Albuquerque, Nowy Meksyk, Stany Zjednoczone – Tingley Coliseum
6. 10 stycznia 1997 – Las Vegas, Nevada, Stany Zjednoczone – Thomas & Mack Center
7. 11 stycznia 1997 – San Diego, Kalifornia, Stany Zjednoczone – San Diego Sports Arena
8. 24 stycznia 1997 – Denver, Kolorado, Stany Zjednoczone – McNichols Sports Arena
9. 25 stycznia 1997 – Denver, Kolorado, Stany Zjednoczone - McNichols Sports Arena
10. 28 stycznia 1997 – Ames, Iowa, Stany Zjednoczone – Hilton Coliseum
11. 29 stycznia 1997 – Minneapolis, Minnesota, Stany Zjednoczone – Target Center
12. 31 stycznia 1997 – Kansas City, Missouri, Stany Zjednoczone – Kemper Arena
13. 1 lutego 1997 – Memphis, Tennessee, Stany Zjednoczone – Pyramid Arena
14. 2 lutego 1997 – Louisville, Kentucky, Stany Zjednoczone – Freedom Hall
15. 4 lutego 1997 – St. Louis, Missouri, Stany Zjednoczone – Kiel Center
16. 5 lutego 1997 – Moline, Illinois, Stany Zjednoczone – The MARK of the Quad Cities
17. 7 lutego 1997 – Rosemont, Illinois, Stany Zjednoczone – Rosemont Horizon Arena
18. 8 lutego 1997 – Rosemont, Illinois, Stany Zjednoczone - Rosemont Horizon Arena
19. 9 lutego 1997 – Rosemont, Illinois, Stany Zjednoczone - Rosemont Horizon Arena
20. 11 lutego 1997 – Fargo, Dakota Północna, Stany Zjednoczone – Fargodome
21. 12 lutego 1997 – Winnipeg, Manitoba, Kanada – Winnipeg Arena
22. 14 lutego 1997 – Milwaukee, Wisconsin, Stany Zjednoczone – Bradley Center
23. 16 lutego 1997 – Indianapolis, Indiana, Stany Zjednoczone – Market Square Arena
24. 18 lutego 1997 – Cleveland, Ohio, Stany Zjednoczone – Gund Arena
25. 19 lutego 1997 – Cleveland, Ohio, Stany Zjednoczone - Gund Arena
26. 22 lutego 1997 – Auburn Hills, Michigan, Stany Zjednoczone – The Palace of Auburn Hills
27. 23 lutego 1997 – Auburn Hills, Michigan, Stany Zjednoczone - The Palace of Auburn Hills
28. 24 lutego 1997 – Hamilton, Ontario, Kanada – Copps Coliseum
29. 26 lutego 1997 – Roanoke, Wirginia, Stany Zjednoczone – Roanoke Civic Center
30. 1 marca 1997 – Worcester, Massachusetts, Stany Zjednoczone – Worcester's Centrum Centre
31. 2 marca 1997 – State College, Pensylwania, Stany Zjednoczone – Bryce Jordan Center
32. 4 marca 1997 – Boston, Massachusetts, Stany Zjednoczone – FleetCenter
33. 5 marca 1997 – Boston, Massachusetts, Stany Zjednoczone - FleetCenter
34. 7 marca 1997 – Filadelfia, Pensylwania, Stany Zjednoczone – CoreStates Center
35. 8 marca 1997 – Filadelfia, Pensylwania, Stany Zjednoczone - CoreStates Center
36. 10 marca 1997 – Nowy Jork, Stany Zjednoczone – Madison Square Garden
37. 11 marca 1997 – Nowy Jork, Nowy Jork, Stany Zjednoczone - Madison Square Garden
38. 25 marca 1997 – Buffalo, Nowy Jork, Stany Zjednoczone – Marine Midland Arena
39. 26 marca 1997 – Pittsburgh, Pensylwania, Stany Zjednoczone – Pittsburgh Civic Arena
40. 28 marca 1997 – Montreal, Quebec, Kanada – Centre Bell
41. 29 marca 1997 – Quebec, Quebec, Kanada – Colisée de Québec
42. 30 marca 1997 – Ottawa, Ontario, Kanada – Corel Centre
43. 1 kwietnia 1997 – East Rutherford, New Jersey, Stany Zjednoczone – Continental Airlines Arena
44. 2 kwietnia 1997 – Hampton, Wirginia, Stany Zjednoczone – Hampton Coliseum
45. 4 kwietnia 1997 – Hartford, Connecticut, Stany Zjednoczone – Hartford Civic Center
46. 6 kwietnia 1997 – Albany, Nowy Jork, Stany Zjednoczone – Pepsi Arena
47. 8 kwietnia 1997 – Landover, Maryland, Stany Zjednoczone – USAir Arena
48. 9 kwietnia 1997 – Landover, Maryland, Stany Zjednoczone - USAir Arena
49. 11 kwietnia 1997 – Charlotte, Karolina Północna, Stany Zjednoczone – Charlotte Coliseum
50. 12 kwietnia 1997 – Greensboro, Karolina Północna, Stany Zjednoczone – Greensboro Coliseum
51. 14 kwietnia 1997 – Nashville, Tennessee, Stany Zjednoczone – Nashville Arena
52. 15 kwietnia 1997 – Cincinnati, Ohio, Stany Zjednoczone – Riverfront Coliseum
53. 16 kwietnia 1997 – Cincinnati, Ohio, Stany Zjednoczone - Riverfront Coliseum
54. 18 kwietnia 1997 – Tampa, Floryda, Stany Zjednoczone – Tampa Bay Ice Palace
55. 19 kwietnia 1997 – Miami, Floryda, Stany Zjednoczone – Miami Arena
56. 20 kwietnia 1997 – Orlando, Floryda, Stany Zjednoczone – Orlando Arena
57. 22 kwietnia 1997 – Atlanta, Georgia, Stany Zjednoczone – The Omni
58. 23 kwietnia 1997 – Atlanta, Georgia, Stany Zjednoczone - The Omni
59. 25 kwietnia 1997 – Biloxi, Missisipi, Stany Zjednoczone – Mississippi Coast Coliseum
60. 26 kwietnia 1997 – Lafayette, Luizjana, Stany Zjednoczone – Cajundome
61. 28 kwietnia 1997 – Houston, Teksas, Stany Zjednoczone – The Summit
62. 29 kwietnia 1997 – San Antonio, Teksas, Stany Zjednoczone – Alamodome
63. 30 kwietnia 1997 – Austin, Teksas, Stany Zjednoczone – Frank Erwin Center
64. 9 maja 1997 – Fort Worth, Teksas, Stany Zjednoczone – Tarrant County Convention Center
65. 10 maja 1997 – Fort Worth, Teksas, Stany Zjednoczone - Tarrant County Convention Center
66. 14 maja 1997 – Reno, Nevada, Stany Zjednoczone – Lawlor Events Center
67. 15 maja 1997 – Boise, Idaho, Stany Zjednoczone – BSU Pavillion
68. 16 maja 1997 – Spokane, Waszyngton, Stany Zjednoczone – Spokane Veterans Memorial Arena
69. 18 maja 1997 – Portland, Oregon, Stany Zjednoczone – Rose Garden Arena
70. 20 maja 1997 – Seattle, Waszyngton, Stany Zjednoczone – KeyArena
71. 24 maja 1997 – Vancouver, Kolumbia Brytyjska – General Motors Place
72. 26 maja 1997 – Saskatoon, Saskatchewan, Kanada – Saskatchewan Place
73. 27 maja 1997 – Calgary, Alberta, Kanada – Canadian Airlines Saddledome
74. 28 maja 1997 – Edmonton, Alberta, Kanada – Edmonton Coliseum